# Онуора, Аника
Нваника Дженет «Аника» Онуора (англ. Nwanyika Jenete «Anyika» Onuora; род. 28 октября 1984, Ливерпуль, Великобритания) — британская легкоатлетка нигерийского происхождения, специализирующаяся в спринтерском беге. Бронзовый призёр Олимпийских игр 2016 года и чемпионата мира 2015 года в эстафете 4×400 метров. Двукратная чемпионка Европы. Призёр Игр Содружества (2006, 2014). Двукратная чемпионка Великобритании.

## Биография
Начала заниматься лёгкой атлетикой в колледже. На международной арене дебютировала на юниорском чемпионате Европы 2003 года, где стала 5-й в беге на 100 метров и выиграла серебро в эстафете 4×100 метров.
Впервые за взрослую сборную страны выступила на Играх Содружества в 2006 году в австралийском Мельбурне. В составе команды Англии Аника заняла второе место в эстафете. В том же сезоне взяла серебряную медаль на чемпионате Европы.
Участвовала в Олимпийских играх в Лондоне, но не смогла выйти в полуфинал на дистанциях 100 и 200 метров.
С 2013 года под руководством Раны Рейдера стала тренировать бег на 400 метров, где довольно скоро также стала одной из сильнейших в стране. Помогла команде в забеге на чемпионате Европы 2014 года в эстафете 4×100 метров (в финале британки стали чемпионками уже без Онуоры). Спустя 2 года она стала третьей в личном виде (400 м) и чемпионкой в эстафете 4×400.
В 2015 году выиграла чемпионат страны в беге на круг и вышла в полуфинал мирового первенства, где установила личный рекорд 50,87. В эстафете 4×400 метров стала бронзовым призёром турнира.
На своих вторых Олимпийских играх в 2016 году снова поднялась на третью ступень пьедестала вместе с Эйлид Дойл, Эмили Даймонд и Кристин Охуруогу (британки проиграли только сборным США и Ямайки).
Закончила Ливерпульский университет имени Джона Мурса по специальности «экономика».
Старший брат Аники, Иффи Онуора, выступал за различные английские футбольные команды, а после работал главным тренером сборной Эфиопии по футболу. Её кузен — известный нигерийский футболист Виктор Аничебе.

## Основные результаты
| Год  | Турнир                         | Место проведения          | Дисциплина       | Место       | Результат |
| ---- | ------------------------------ | ------------------------- | ---------------- | ----------- | --------- |
| 2003 | Чемпионат Европы среди юниоров | Тампере, Финляндия        | 100 м            | 5-е         | 11,72     |
| 2003 | Чемпионат Европы среди юниоров | Тампере, Финляндия        | эстафета 4×100 м | 2-е         | 44,81     |
| 2006 | Игры Содружества               | Мельбурн, Австралия       | 100 м            | 9-е (1/2)   | 11,46     |
| 2006 | Игры Содружества               | Мельбурн, Австралия       | эстафета 4×100 м | 2-е         | 43,43     |
| 2006 | Чемпионат Европы               | Гётеборг, Швеция          | 100 м            | 12-е (1/2)  | 11,45     |
| 2006 | Чемпионат Европы               | Гётеборг, Швеция          | эстафета 4×100 м | 2-е         | 43,51     |
| 2006 | Кубок мира                     | Афины, Греция             | эстафета 4×100 м | 8-е         | 47,61     |
| 2008 | Кубок Европы                   | Анси, Франция             | эстафета 4×100 м | 2-е         | 42,95     |
| 2011 | Командный чемпионат Европы     | Стокгольм, Швеция         | 100 м            | 5-е         | 11,43     |
| 2011 | Командный чемпионат Европы     | Стокгольм, Швеция         | эстафета 4×100 м | 4-е         | 43,50     |
| 2011 | Чемпионат мира                 | Тэгу, Южная Корея         | 100 м            | 28-е (заб.) | 11,40     |
| 2011 | Чемпионат мира                 | Тэгу, Южная Корея         | 200 м            | 16-е (1/2)  | 23,08     |
| 2011 | Чемпионат мира                 | Тэгу, Южная Корея         | эстафета 4×100 м | 12-е (заб.) | 43,95     |
| 2012 | Чемпионат Европы               | Хельсинки, Финляндия      | эстафета 4×100 м | —           | DQ        |
| 2012 | Олимпийские игры               | Лондон, Великобритания    | 100 м            | 31-е (заб.) | 11,41     |
| 2012 | Олимпийские игры               | Лондон, Великобритания    | 200 м            | 26-е (заб.) | 23,23     |
| 2013 | Командный чемпионат Европы     | Гейтсхед, Великобритания  | 200 м            | 3-е         | 23,12     |
| 2013 | Командный чемпионат Европы     | Гейтсхед, Великобритания  | эстафета 4×100 м | 5-е         | 43,52     |
| 2013 | Чемпионат мира                 | Москва, Россия            | 200 м            | 31-е (заб.) | 23,36     |
| 2014 | Чемпионат мира по эстафетам    | Нассау, Багамские Острова | эстафета 4×100 м | 6-е (заб.)  | 43,20     |
| 2014 | Чемпионат мира по эстафетам    | Нассау, Багамские Острова | эстафета 4×200 м | 2-е         | 1.29,61   |
| 2014 | Игры Содружества               | Глазго, Великобритания    | 200 м            | 4-е         | 22,64     |
| 2014 | Игры Содружества               | Глазго, Великобритания    | эстафета 4×100 м | 2-е (заб.)  | 43,33     |
| 2014 | Игры Содружества               | Глазго, Великобритания    | эстафета 4×400 м | 3-е         | 3.27,24   |
| 2014 | Командный чемпионат Европы     | Брауншвейг, Германия      | 200 м            | 3-е         | 23,24     |
| 2014 | Командный чемпионат Европы     | Брауншвейг, Германия      | эстафета 4×100 м | 5-е         | 43,66     |
| 2014 | Чемпионат Европы               | Цюрих, Швейцария          | эстафета 4×100 м | 2-е (заб.)  | 42,62     |
| 2014 | Континентальный кубок          | Марракеш, Марокко         | эстафета 4×100 м | 2-е         | 42,98     |
| 2015 | Чемпионат мира по эстафетам    | Нассау, Багамские Острова | эстафета 4×400 м | 3-е         | 3.26,38   |
| 2015 | Чемпионат мира                 | Пекин, Китай              | 400 м            | 11-е (1/2)  | 50,87     |
| 2015 | Чемпионат мира                 | Пекин, Китай              | эстафета 4×400 м | 3-е         | 3.23,62   |
| 2016 | Чемпионат Европы               | Амстердам, Нидерланды     | 400 м            | 3-е         | 51,47     |
| 2016 | Чемпионат Европы               | Амстердам, Нидерланды     | эстафета 4×400 м | 1-е         | 3.25,05   |
| 2016 | Олимпийские игры               | Рио-де-Жанейро, Бразилия  | эстафета 4×400 м | 3-е         | 3.25,88   |